# Wojciech Ziemniak

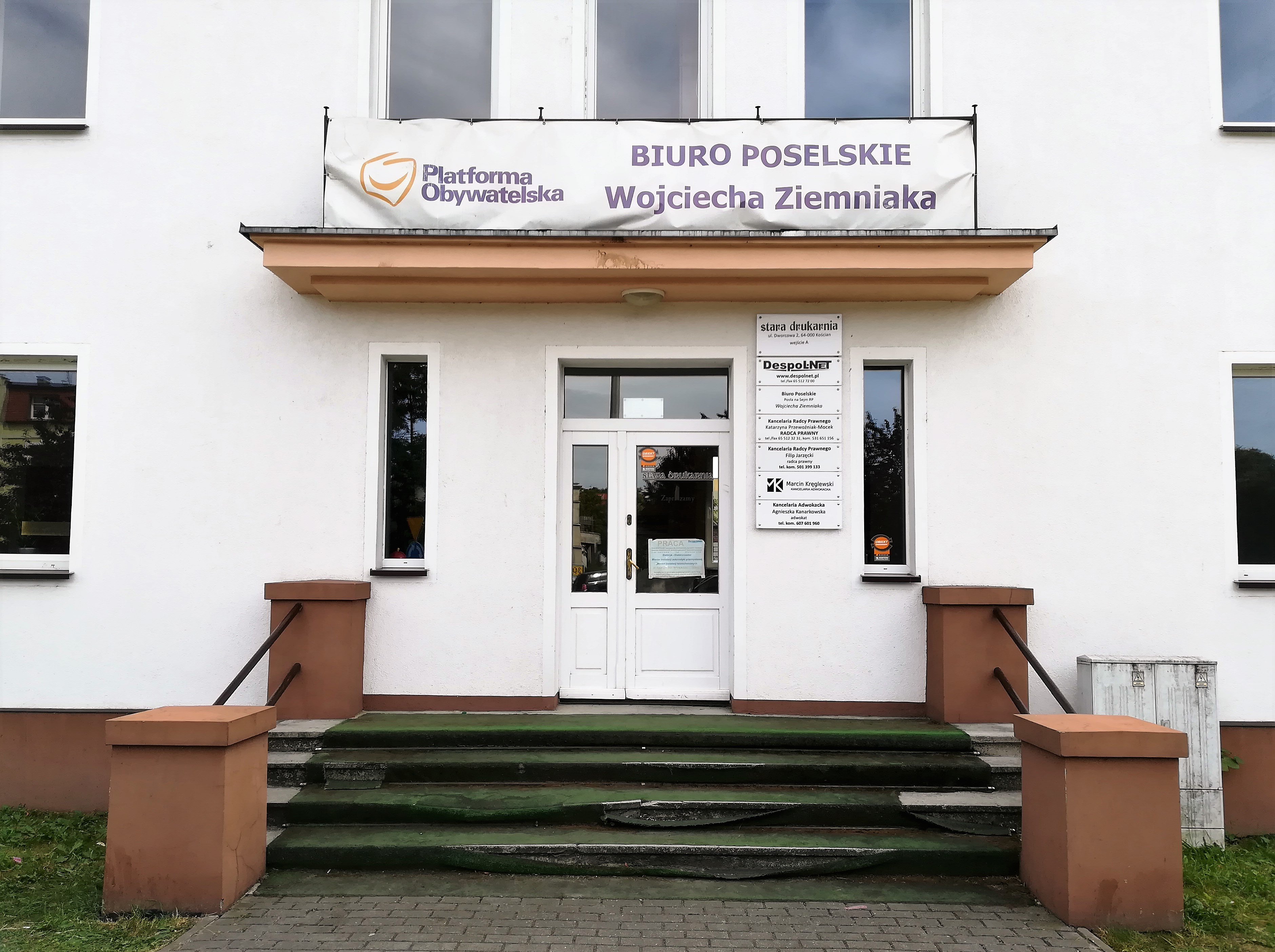
Biuro poselskie Wojciecha Ziemniaka w Kościanie

Wojciech Stanisław Ziemniak (ur. 25 marca 1956 w Czempiniu) – polski polityk i nauczyciel, poseł na Sejm V, VI, VII i VIII kadencji (2005–2019), senator X i XI kadencji (od 2019).

## Życiorys
Syn Mariana i Sabiny. Ukończył studia na Zamiejscowym Wydziale Wychowania Fizycznego w Gorzowie Wielkopolskim AWF w Poznaniu. Od 1981 pracował jako nauczyciel wychowania fizycznego. W latach 1992–2001 pełnił funkcję dyrektora Szkoły Podstawowej w Racocie, następnie przez cztery lata był dyrektorem Gimnazjum im. Polskich Olimpijczyków w tej miejscowości. W latach 90. kierował także Ośrodkiem Sportu i Rekreacji w Kościanie.
W latach 1998–2005 sprawował mandat radnego sejmiku wielkopolskiego I i II kadencji. Działał w AWS (startował z jej listy do Sejmu w 1997) i SKL. Następnie związał się z Platformą Obywatelską, z ramienia której w 2004 bez powodzenia kandydował do Parlamentu Europejskiego. Z listy PO w 2005 został wybrany na posła V kadencji. W 2007 po raz drugi z listy PO uzyskał mandat poselski z okręgu kaliskiego, otrzymując 26 623 głosy. W wyborach w 2011 z powodzeniem ubiegał się o reelekcję, dostał 12 713 głosów. W 2015 został ponownie wybrany do Sejmu.
W wyborach w 2019 został wybrany w skład Senatu X kadencji. Kandydował z ramienia Koalicji Obywatelskiej w okręgu nr 94, otrzymując 77 057 głosów. W wyborach w 2023 z powodzeniem ubiegał się o senacką reelekcję (z wynikiem 91 461 głosów).

## Wyniki w wyborach ogólnopolskich
| Wybory | Komitet wyborczy   | Komitet wyborczy           | Organ                            | Okręg          | Wynik           |
| ------ | ------------------ | -------------------------- | -------------------------------- | -------------- | --------------- |
| 1997   |                    | Akcja Wyborcza Solidarność | Sejm III kadencji                | nr 24          | 6358 (5,04%)    |
| 2004   |                    | Platforma Obywatelska      | Parlament Europejski VI kadencji | nr 7           | 10 116 (1,91%)  |
| 2005   | Sejm V kadencji    | Platforma Obywatelska      | nr 36                            | 13 193 (4,68%) |                 |
| 2007   | Sejm VI kadencji   | Platforma Obywatelska      | nr 36                            | 26 623 (6,89%) |                 |
| 2011   | Sejm VII kadencji  | Platforma Obywatelska      | nr 36                            | 12 713 (3,75%) |                 |
| 2015   | Sejm VIII kadencji | Platforma Obywatelska      | nr 36                            | 12 043 (3,32%) |                 |
| 2019   |                    | Koalicja Obywatelska       | Senat X kadencji                 | nr 94          | 77 057 (51,35%) |
| 2023   | Senat XI kadencji  | Koalicja Obywatelska       | 91 461 (49,72%)                  | nr 94          |                 |

## Odznaczenia
W 2003 otrzymał Złoty Krzyż Zasługi.